# Nyctophilus corbeni
Nyctophilus corbeni es una especie de murciélago de la familia de los vespertiliónidos. Vive en Australia. Su hábitat natural son los tipos de vegetación de bosques continentales, incluyendo cajas, corteza de hierro y bosques de pino ciprés. La amenaza significativa para la supervivencia de esta especie es la pérdida de hábitat y los incendios.